# Robin Cole
Robin Cole é um ex-jogador profissional de futebol americano estadunidense.

## Carreira
Robin Cole foi campeão da temporada de 1979 da National Football League jogando pelo Pittsburgh Steelers.